# Hvalfjarðarvegur
Der Hvalfjarðarvegur ist eine Hauptstraße im Hauptstadtgebiet und im Westen von Island.
Bis 1998 war sie ein 61 km langer Abschnitt der Ringstraße um den Hvalfjörður nördlich von Reykjavík. Dann wurde sie durch den Hvalfjarðargöng abgekürzt und ersetzt. Jetzt ist diese Straße wenig befahren.  Erst 1990 konnte die gesamte Fahrbahn asphaltiert werden. Besonders die einspurige Brücke über die Botnsá war unfallträchtig. Der Fluss stürzt landeinwärts über den Glymur, der lange Zeit als Islands höchster Wasserfall galt.